# Magnitogorsk

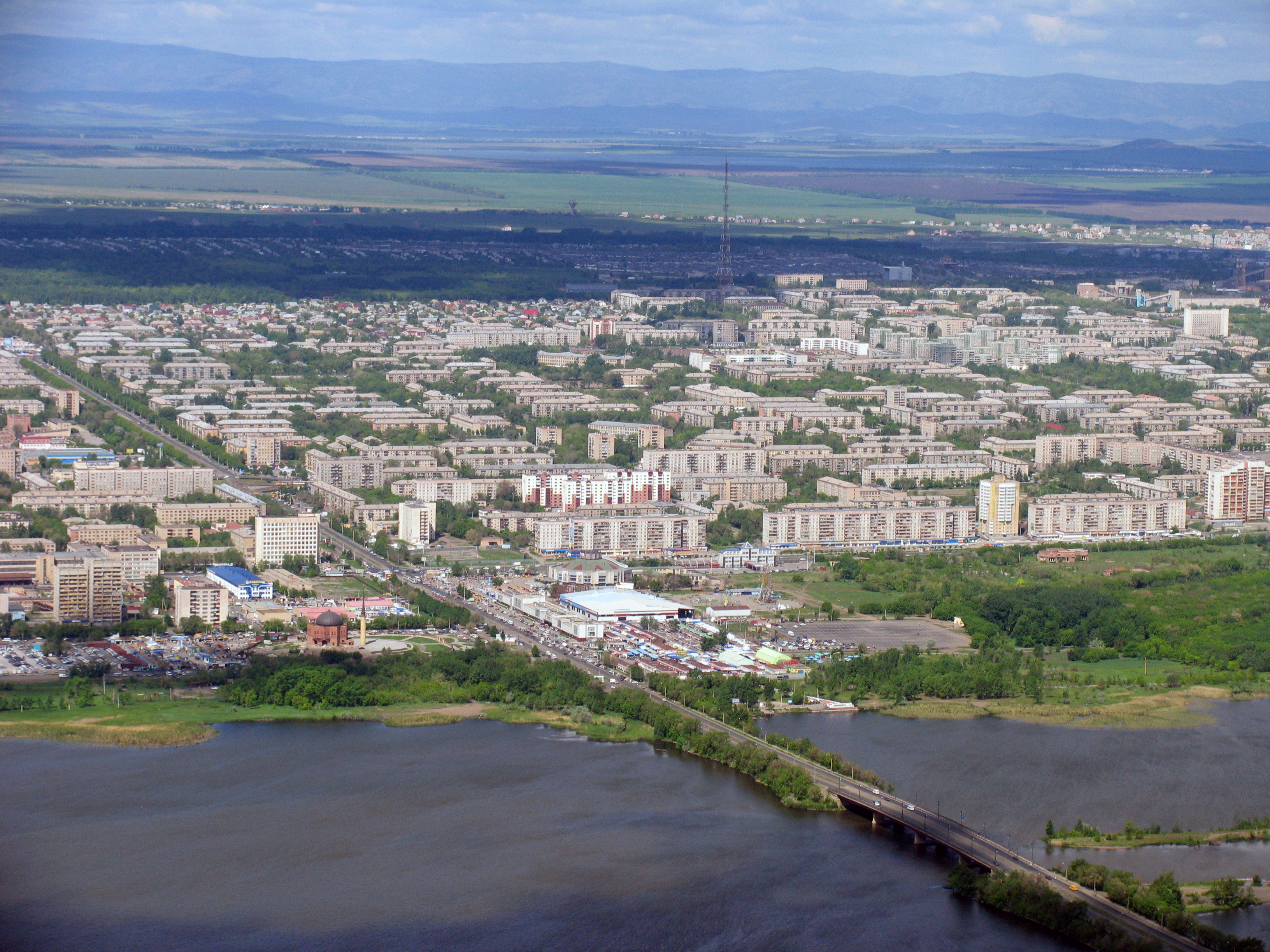
Magnitogorsk im Mai 2005

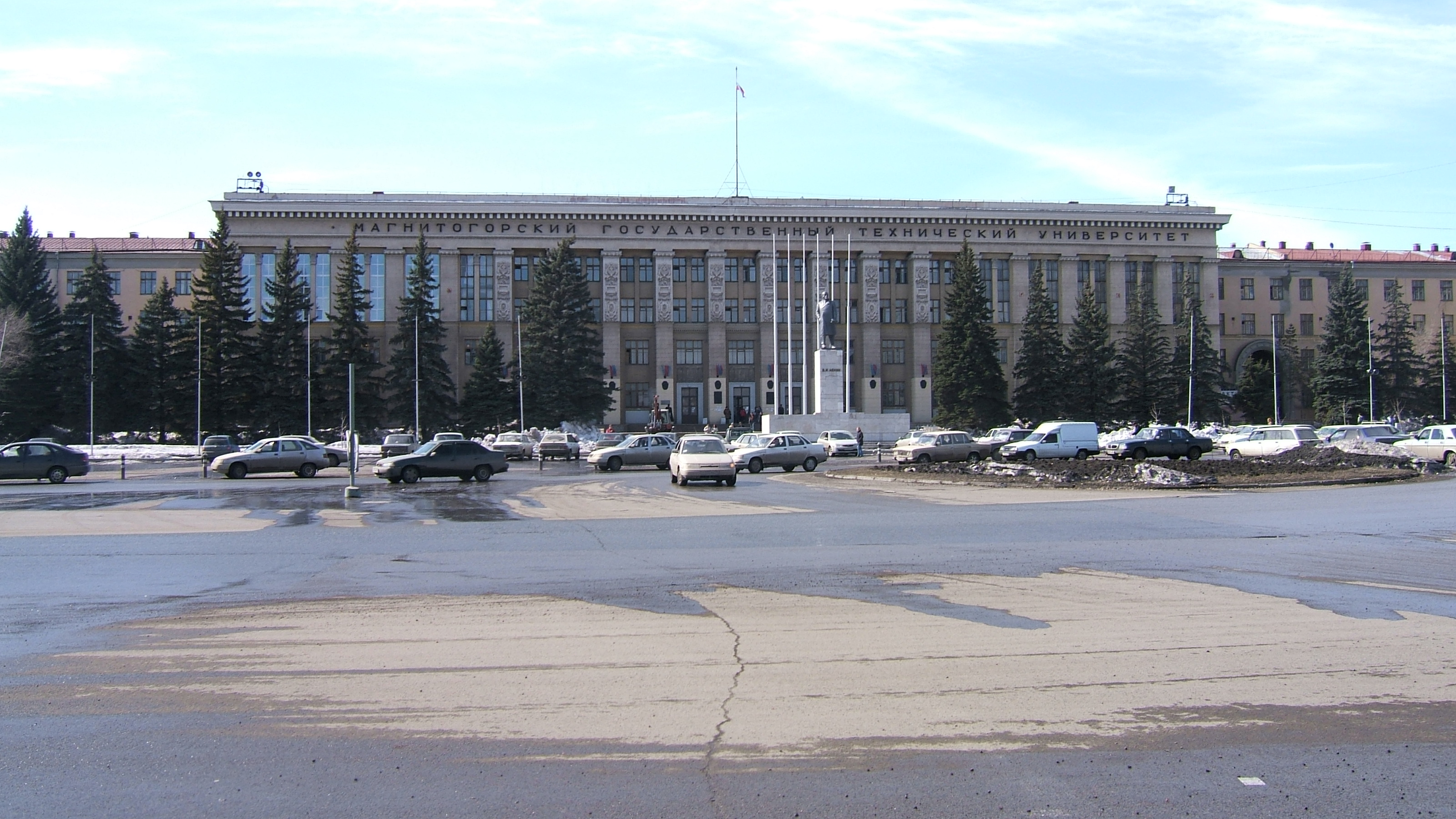
Die Technische Universität von Magnitogorsk

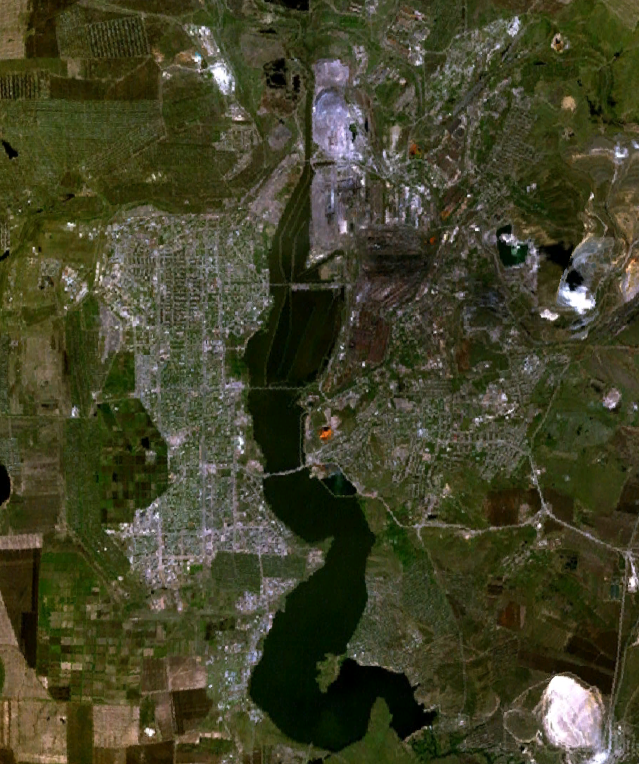
Satellitenbild von Magnitogorsk

Magnitogorsk (russisch Магнитого́рск, wörtlich übersetzt „die Stadt am magnetischen Berg“) ist eine Stadt in der Oblast Tscheljabinsk in Russland.

## Geografie

### Geografische Lage
Die Stadt liegt im Südural zu beiden Ufern am Oberlauf des Flusses Ural nahe der Magnitnaja Gora (Магнитная гора), einem Magnetberg, dessen Magnetit-Eisenerzlagerstätte den Anstoß zur Errichtung der Planstadt gab, eines Symbols für den Stalin’schen Umbau der Sowjetunion zu einer Industrienation. Nach der verbreitetsten Definition der innereurasischen Grenze liegt der Westteil der Stadt in Europa und der Ostteil in Asien. Magnitogorsk befindet sich an der Grenze zur russischen Republik Baschkortostan.

### Bevölkerung
Magnitogorsk hat 416.521 Einwohner (Stand 2017).
Bevölkerungsentwicklung
| Jahr | Einwohner |
| ---- | --------- |
| 1939 | 145.948   |
| 1959 | 311.101   |
| 1970 | 364.209   |
| 1979 | 406.074   |
| 1989 | 440.321   |
| 2002 | 418.545   |
| 2010 | 407.775   |
| 2015 | 417.039   |
| 2017 | 416.521   |

Anmerkung: Volkszählungsdaten und Fortschreibung

## Geschichte
Magnitogorsk entstand ab 1929 im Rahmen des ersten Fünfjahresplans der Industrialisierung der Sowjetunion und wurde als Industrie- und Arbeiterstadt gegründet. Unter der Leitung des deutschen Architekten und Stadtplaners Ernst May entstand ein Baukonzept, bei dem besonderes Augenmerk auf kurze Wege zwischen Arbeitsstätten und Wohnbebauung sowie weitere Effizienzkriterien gelegt wurde. Von May verwirklicht wurde das 1. Quartal und Teile des 2. Quartals sowie eine Satellitenstadt. Als die Pläne schließlich vorlagen, hatten Bau und Besiedlung der Stadt bereits begonnen, so dass sie überarbeitet werden mussten und die Stadt sich völlig anders gestaltete als ursprünglich vorgesehen. Vermutlich hatte die endgültige, weniger effiziente Struktur jedoch für die Bewohner unbedacht den Vorteil eines größeren Abstands zwischen industriellen Emissionen und den Wohnanlagen. Allerdings ist trotz der weitgehenden Trennung der größten Industrie- und Wohnkomplexe durch den Fluss Ural die Umwelt in Magnitogorsk extrem verschmutzt (siehe unten: Umwelt).
An wirtschaftlicher Effizienz wurde Magnitogorsk zu einem leuchtenden Aushängeschild der Sowjetunion. Binnen kurzer Zeit entstand in Magnitogorsk die größte Eisen- und Stahlproduktion. Im Zweiten Weltkrieg war die Stadt der wichtigste sowjetische Lieferant des für die Kriegsmittelproduktion nötigen Stahls. Das Denkmal „Hinterland für die Front“ erinnert daran. In Magnitogorsk bestand das Kriegsgefangenenlager 102 für deutsche Kriegsgefangene des Zweiten Weltkriegs.
Bei einer versuchten Notlandung einer Iljuschin Il-18 am 31. August 1972 auf dem Aeroflot-Flug 558 am Flughafen starben alle 102 Insassen.
Am Morgen des 31. Dezember 2018 (Ortszeit) kamen durch eine Gasexplosion 39 Menschen ums Leben. Ein Wohnblock stürzte teilweise ein. Verschüttete waren bei Außentemperaturen von bis zu −20 °C vom Erfrieren bedroht. Anfang Januar waren alle Toten geborgen, es wurden keine Menschen mehr vermisst.

## Wirtschaft
Magnitogorsk ist ein Zentrum der Stahlerzeugung. Bereits 1930 wurde hier der erste Stahl produziert. Die ersten drei Hochöfen wurden in einem für die damalige Zeit atemberaubenden Tempo errichtet, in 56, 16 und fünf Tagen. Noch heute geht der Stahl aus Magnitogorsk in 7000 Betriebe des Landes und weitere 40 Staaten. Das Unternehmen Magnitogorsk Iron and Steel Works hat seinen Firmensitz in der Stadt.

## Sport
In der Stadt ist der Sportclub HK Metallurg Magnitogorsk beheimatet. Seine Eishockeymannschaft spielt in der russischen Kontinentalen Hockey Liga; sie wurde mehrfach russischer Meister und gewann im Jahr 2005 den Spengler Cup in Davos. 2008 gewann Metallurg die letzte Austragung des IIHF European Champions Cup. Seine Heimspielstätte ist die 2007 fertiggestellte Mehrzweckhalle Arena Metallurg, die knapp 7700 Zuschauerplätze zu bieten hat und außer für Eishockeyspiele auch für Konzerte genutzt wird. Jewgeni Malkin, einer der weltbesten Eishockeyspieler, wuchs in Magnitogorsk auf und spielte bis 2006 für HK Metallurg.
Eine Handballmannschaft des Vereins spielt ebenfalls international.

## Umwelt
Laut einer Studie des Blacksmith Institute von 2007 gehört die Stadt zu den 35 am meisten verschmutzten Orten der Welt. Lediglich 1 % aller Kinder befinden sich in einem guten gesundheitlichen Zustand; ein lokales Krankenhaus berichtet davon, dass 72 % aller Kinder krank geboren werden. 73 % aller Mütter sind ebenfalls nicht gesund. Dies ist auf die äußerst hohe Konzentrationen von Schwefeldioxid in Luft sowie Blei und anderen giftigen Schwermetallen im Trinkwasser zurückzuführen.

## Städtepartnerschaften
Magnitogorsk listet folgende Partnerstädte auf:
- Brandenburg an der Havel, Deutschland, seit 1989
- Atyrau, Kasachstan
- Homel, Belarus
- Daugavpils, Lettland
- Huai’an, Volksrepublik China[10]

## Persönlichkeiten

### Persönlichkeiten, die vor Ort gewirkt haben
- Waleri Beloussow (1948–2015), Eishockeyspieler und -trainer
- Kari Heikkilä (* 1960), finnischer Eishockeyspieler und -trainer
- Wladimir Antipin (* 1970), Eishockeyspieler und -trainer
- Wiktor Koslow (* 1975), Eishockeyspieler und -trainer

## Wissenswert
Der Asteroid (2094) Magnitka wurde nach der Stadt benannt.